# Bällhära
Bällhära är ett skär i Åland (Finland). Det ligger i Skärgårdshavet och i kommunen Kökar i landskapet Åland, i den sydvästra delen av landet. Ön ligger omkring 74 kilometer öster om Mariehamn och omkring 210 kilometer väster om Helsingfors. Bällhära ligger 4 meter över havet.
Öns area är 2,2 hektar och dess största längd är 220 meter i sydväst-nordöstlig riktning. Trakten är glest befolkad. Närmaste större samhälle är Kökar, 17,4 km nordväst om Bällhära.